# Science Museum (Tokio)

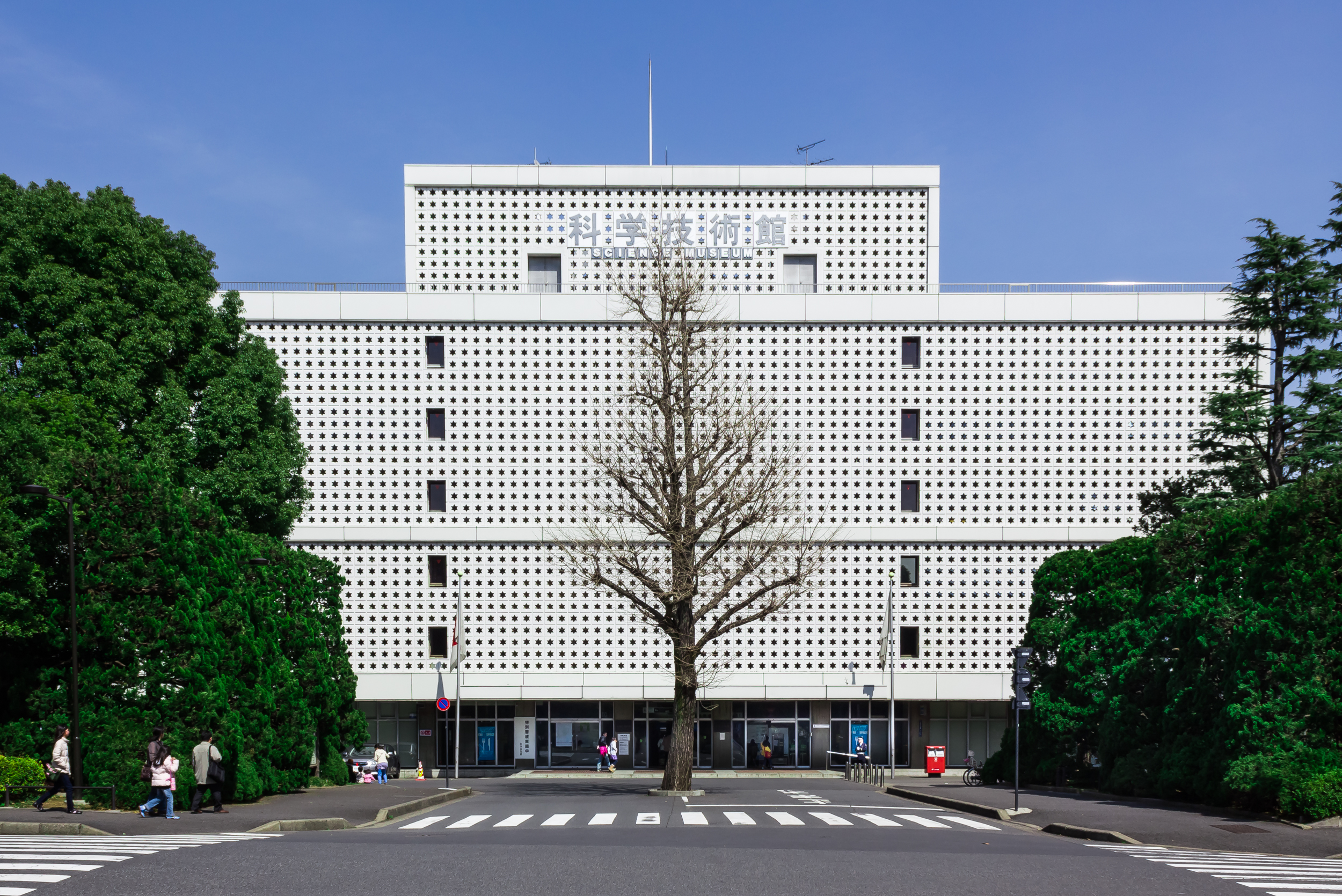
Science Museum, Front

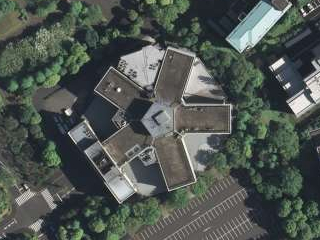
Luftbild 2009

Das Science Museum (japanisch 科学技術館 Kagakugijutsu-kan) im Kitanomaru-Park von Tokio zeigt neue Entwicklungen in Wissenschaft und Technik in einer leicht verständlichen Weise.

## Übersicht
Das Museum wurde 1964 von der „Japan Science Foundation“ (heute „Japan Society for the Promotion of Science“) eingerichtet, um vor allem Schüler angemessen über neue Entwicklungen in Wissenschaft und Technik zu informieren. Dafür wurde eine Anlage mit einem Frontgebäude vor fünfstöckigen Gebäuden in fünf Flügeln errichtet.
Gezeigt werden unter anderem Bereiche wie Fahrrad-Technik, Motor-Technik, Roboter-Technik, Elektronik, Kernenergie, zukünftige Automobile, Produktionsmethoden, Weltraum-Technik, Entwicklungen in der Medizin und Optik. Das Museum wird jedes Jahr von rund 200.000 Grund- und Mittelschülern aus etwa 2.500 Schulen im Rahmen ihres Unterrichts besucht.
Es gibt einen Laden mit Auswahl an Souvenirs, die auf wissenschaftlichen und technologischen Themen basieren, einschließlich wissenschaftlicher Produkte und Experimente für Kinder.
Das Gebäude wurde von den Architekten Hirayama Takashi (平山 嵩; 1903–1986) und Matsushita Kiyoo (松下 清夫; 1910–2003) entworfen und ausgeführt in Eisenbeton von dem Bauunternehmen Kajima Corporation (鹿島建設, Kajima Kensetsu). Die Gesamtfläche beträgt 22.000 m².